# Internationaal Paralympisch Comité

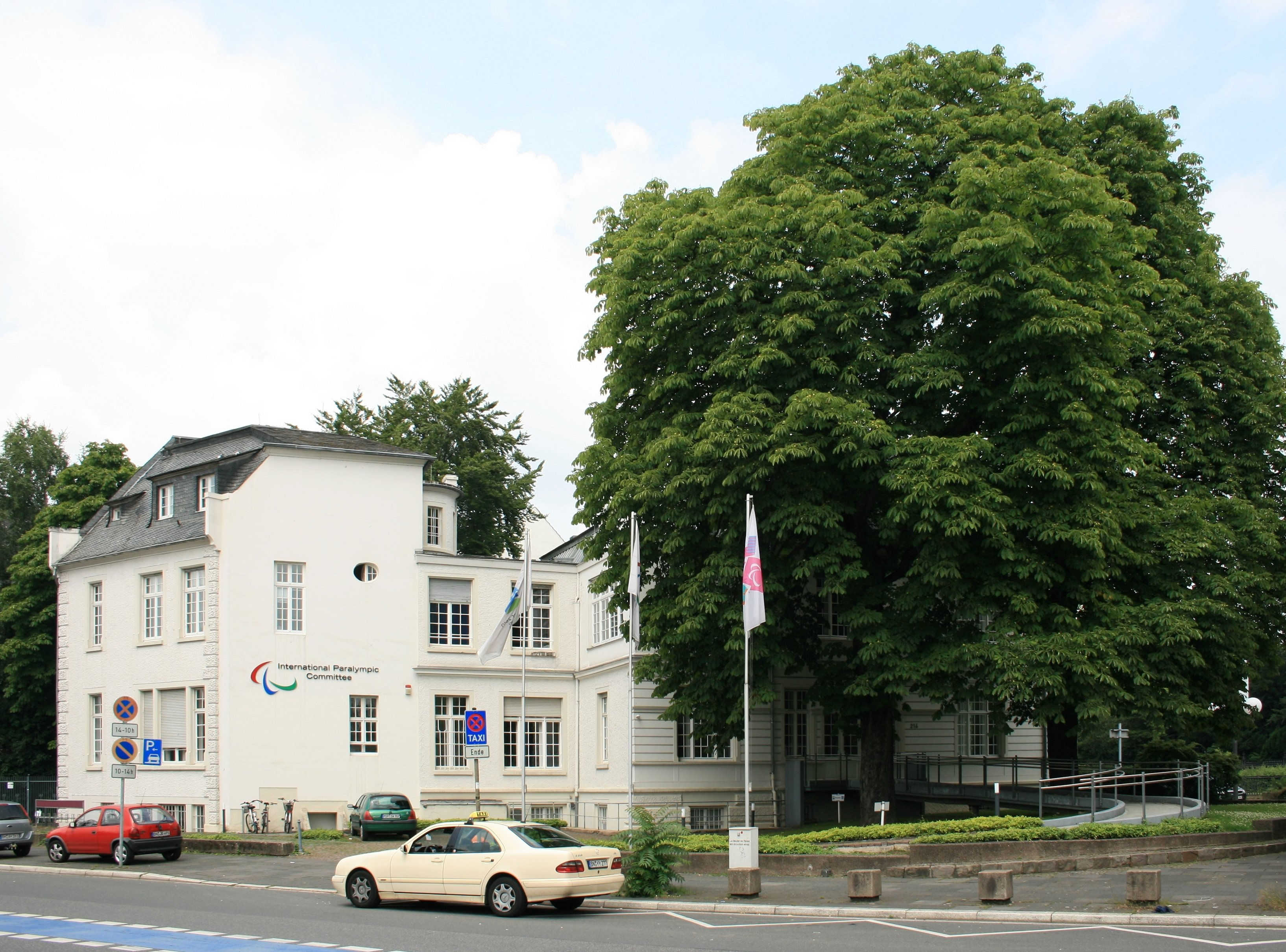
Hoofdkantoor in Bonn

Het Internationaal Paralympisch Comité (IPC) is een niet-gouvernementele organisatie gevestigd in het Duitse Bonn. Het IPC heeft als doel om de Paralympische Zomerspelen en Paralympische Winterspelen te organiseren. President van het IPC is sedert 2017 Andrew Parsons.

## Organisatiestructuur

### President
De president vertegenwoordigt het IPC en wordt voor acht jaar gekozen door middel van een geheime stemming door alle IPC-leden. Na de eerste termijn, kan deze nog met vier jaar verlengd worden. Andrew Parsons volgde Philip Craven in 2017 op die op zijn beurt in 2001 gekozen werd als opvolger van Robert Steadward. 
| IPC-Presidenten  | Periode    |
| ---------------- | ---------- |
| Robert Steadward | 1989-2001  |
| Philip Craven    | 2001-2017  |
| Andrew Parsons   | 2017-heden |

### Uitvoerend Comité

Vlag

Het Uitvoerend Comité bestaat uit de voorzitter, vier vicepresidenten en tien reguliere leden. Deze leden worden voor vier jaar gekozen tijdens een geheime stemming. De commissie draagt onder meer zorg voor:
- De inachtneming van het Paralympisch Handvest
- De interne organisatie en financiën van het IPC
- Het opstellen van de agenda voor de IPC Session
- De begeleiding van de selectieprocedure voor de gaststad van de Paralympische Spelen. Sinds 2012 is de stad die de Olympische Spelen organiseert echter automatisch ook de gaststad van de Paralympische Spelen.

De IPC Sessie is de Algemene Vergadering van het IPC en het hoogste bestuursorgaan van het IPC dat alle belangrijke beslissingen neemt. De Vergadering bestaat uit alle IPC-leden, die tijdens stemmingen elk één stem hebben. De beslissingen van het congres zijn bindend. De twee- of driedaagse vergaderingen worden jaarlijks gehouden, óf na een oproep van de president of minimaal een derde van de leden.
In een paralympisch jaar worden de Spelen voorafgegaan door een vergadering. De vergadering beslist onder meer over de onderstaande onderwerpen:
- De keuze van een gaststad voor de Paralympische Spelen, zeven jaar voor aanvang. Sinds 2012 is de gaststad van de Olympische Spelen echter automatisch ook de gaststad van de Paralympische spelen en wordt deze niet meer bepaald door het IPC.
- Opname of uitsluiting van een sport van het paralympisch programma
- Verkiezing van de president, de vicepresidenten en de tien leden van het 'Executive Board'